# Acupicta
Acupicta là một chi bướm ngày thuộc họ Lycaenidae.